# Тамбукан (озеро)
Тамбука́н (Большое Тамбуканское, кабард.-черк. Тамбукъан) — солёное бессточное озеро овальной формы, расположенное на юге России, на границе Предгорного района Ставропольского края и Зольского района Кабардино-Балкарии, в 9 км к юго-востоку от Пятигорска. Служит источником лечебной сульфидной иловой грязи, которая используется в санаториях Кавказских Минеральных Вод и экспортируется.
Площадь поверхности — 1,7 км². Площадь водосборного бассейна — 19,2 км². Высота над уровнем моря — 548 м.
Тамбукан и его окрестности находятся в первой природоохранной зоне. Природные колебания в жизни озера происходили неоднократно, именно поэтому и происходит формирование лечебных факторов грязи.

## Этимология
Согласно преданию, название озера Тамбукан связано с фамилией Мурзабека Тамбиева, который на берегах реки Подкумок возглавил кабардинцев в сражении с крымско-турецким войском, вторгшимся в Пятигорье в начале XVIII века.

## География
В 2 км западнее озера на реке Этока расположен посёлок Тамбукан Предгорного района Ставропольского края, а в 1 км южнее — селение Этоко Зольского района Кабардино-Балкарии.

## История
В 1903 году Тамбуканское озеро было изъято из ведения станицы Горячеводской и Кабардинского общества в пользу министерства земледелия и госимуществ и передано в Управление Кавказских Минеральных Вод для бальнеологических целей.
В 1910 году инженером Я. В. Лангвагеном устраивается водопровод из гончарных труб для обводнения пересыхающего Тамбуканского озера из близлежащих родников.
26 мая 1925 года постановлением СНК РСФСР курорты общегосударственного значения Пятигорск с Тамбуканским озером, Ессентуки, Кисловодск и Железноводск изъяты из ведения местных властей и переведены в распоряжение Главного Курортного Управления.
В 1930—1932 годах для обводнения озера Тамбукан был проложен водовод из реки Этоки, прекративший работу в 1965 году.

## Тамбуканская грязь
На дне озера находится около полутора миллионов тонн лечебной грязи, которая используется в медицине с 1886 года.
Первые химические анализы тамбуканской грязи были проведены в 1883 году химиком управления Кавказских Минеральных Вод А. Н. Фоминым.
Лечебная грязь Тамбуканского озера представляет собой пластическую густую массу чёрного цвета. Пелоиды тамбуканских грязей широко применяются в разных областях медицины и косметологии.